# ABN AMRO World Tennis Tournament 2018
ABN AMRO World Tennis Tournament 2018 byl tenisový turnaj pořádaný jako součást mužského okruhu ATP World Tour, který se odehrával v aréně Ahoy Rotterdam na krytých dvorcích s tvrdým povrchem Pro Flex. Konal se mezi 12. až 18. únorem 2018 v nizozemském Rotterdamu jako čtyřicátý šestý ročník turnaje.
Turnaj s rozpočtem 1 996 245 eur patřil do kategorie ATP World Tour 500. Nejvýše nasazeným hráčem ve dvouhře se stal druhý tenista světa Roger Federer ze Švýcarska, který po žádosti obdržel od pořadatelů divokou kartu. Jako poslední přímý účastník hlavní singlové soutěže nastoupil portugalský 57. hráč žebříčku João Sousa.
Na programu byly také soutěže dvouhry a čtyřhry vozíčkářů, turnaje kategorie ITF 1 okruhu UNIQLO Tour s odměnami ve výši 32 tisíc dolarů. V singlu triumfoval Argentinec Gustavo Fernández a deblovou soutěž vyhrála belgicko-švédská dvojice Joachim Gérard a Stefan Olsson.
Potřetí v kariéře rotterdamskou dvouhru ovládl Švýcar Roger Federer, který již 12zápasovou neporazitelností získal 97. singlový titul na okruhu ATP Tour, respektive 146. finále. Postup do semifinále mu zajistil návrat na pozici světové jedničky, kde 19. února 2018 započal rekordní 303 týden kariéry. Zároveň se v 36 let, 6 měsících a 11 dnech stal nejstarší mužskou světovou jedničkou, když překonal věkový rekord tehdy 33letého Andreho Agassiho. Jedenáctý společný titul ze čtyřher túry ATP vybojoval francouzský pár Pierre-Hugues Herbert a Nicolas Mahut.

## Distribuce bodů a finančních odměn

### Distribuce bodů
| Soutěž  | vítězové | finalisté | semifinalisté | čtvrtfinalisté | 16 v kole | 32 v kole | Q  | Q2 | Q1 |
| ------- | -------- | --------- | ------------- | -------------- | --------- | --------- | -- | -- | -- |
| dvouhra | 500      | 300       | 180           | 90             | 45        | 0         | 20 | 10 | 0  |
| čtyřhra | 500      | 300       | 180           | 90             | 0         | —         | —  | —  | —  |

### Finanční odměny
| Soutěž                                      | vítězové | finalisté | semifinalisté | čtvrtfinalisté | 16 v kole | 32 v kole | Q2     | Q1     |
| ------------------------------------------- | -------- | --------- | ------------- | -------------- | --------- | --------- | ------ | ------ |
| dvouhra                                     | €401 580 | €196 875  | €99 650       | €50 380        | €26 165   | €13 800   | €3 050 | €1 555 |
| čtyřhra                                     | €120 910 | €59 200   | €29 690       | €15 240        | €7 880    | —         | —      | —      |
| částka v deblových soutěžích uváděna na pár |          |           |               |                |           |           |        |        |

## Mužská dvouhra

### Nasazení
| Stát                          | Hráč               | ATP | Nasazení |
| ----------------------------- | ------------------ | --- | -------- |
| Švýcarsko                     | Roger Federer      | 2.  | 1.       |
| Bulharsko                     | Grigor Dimitrov    | 4.  | 2.       |
| Německo                       | Alexander Zverev   | 5.  | 3.       |
| Belgie                        | David Goffin       | 7.  | 4.       |
| Švýcarsko                     | Stan Wawrinka      | 15. | 5.       |
| Česko                         | Tomáš Berdych      | 16. | 6.       |
| Francie                       | Lucas Pouille      | 17. | 7.       |
| Francie                       | Jo-Wilfried Tsonga | 19. | 8.       |
| Lucembursko                   | Gilles Müller      | 28. | 9.       |
| Žebříček ATP k 5. únoru 2018. |                    |     |          |

### Jiné formy účasti
Následující hráči obdrželi divokou kartu do hlavní soutěže:
- Félix Auger-Aliassime
- Thiemo de Bakker
- Roger Federer
- Tallon Griekspoor

Následující hráč obdržel po finálové účasti na předcházícím turnaji zvláštní vájimku:
- Marius Copil

Následující hráči postoupili z kvalifikace:
- Ruben Bemelmans
- Pierre-Hugues Herbert
- Martin Kližan
- Daniil Medveděv

Následující hráči postoupili jako tzv. šťastní poražení:
- Nicolas Mahut
- Andreas Seppi

### Odhlášení
před zahájením turnaje
- Roberto Bautista Agut → nahradil jej  João Sousa
- Nick Kyrgios → nahradil jej  Viktor Troicki
- Jo-Wilfried Tsonga[1] → nahradil jej  Andreas Seppi
- Benoît Paire[1] → nahradil jej  Nicolas Mahut

v průbehu turnaje
- Tomáš Berdych

### Skrečování
- Richard Gasquet[1]
- David Goffin[1]

## Mužská čtyřhra

### Nasazení
| Stát                                                                                  | Hráč                  | Stát       | Hráč          | ATP | Nasazení |
| ------------------------------------------------------------------------------------- | --------------------- | ---------- | ------------- | --- | -------- |
| Polsko                                                                                | Łukasz Kubot          | Brazílie   | Marcelo Melo  | 2.  | 1.       |
| Rakousko                                                                              | Oliver Marach         | Chorvatsko | Mate Pavić    | 11. | 2.       |
| Francie                                                                               | Pierre-Hugues Herbert | Francie    | Nicolas Mahut | 20. | 3.       |
| Nizozemsko                                                                            | Jean-Julien Rojer     | Rumunsko   | Horia Tecău   | 23. | 4.       |
| Žebříček ATP k 5. únoru 2018; číslo je součtem žebříčkového postavení obou členů páru |                       |            |               |     |          |

### Jiné formy účasti
Následující páry obdržely divokou kartu do hlavní soutěže:
- Robin Haase /  Matwé Middelkoop
- Jasper Smit /  Jesse Timmermans

Následující pár postoupil z kvalifikace:
- Sander Arends /  Thiemo de Bakker

## Přehled finále

### Mužská dvouhra
- Roger Federer vs.  Grigor Dimitrov, 6–2, 6–2

### Mužská čtyřhra
- Pierre-Hugues Herbert /  Nicolas Mahut vs.  Oliver Marach /  Mate Pavić, 2–6, 6–2, [10–7]